# トゥールーズ伯

トゥールーズ伯の紋章

トゥールーズ伯（フランス語: comte de Toulouse オック語: comte de Tolosa）は、フランスのトゥールーズとその周辺地域を支配した伯爵。

## 歴史
1208年、異端カタリ派の鎮圧のため訪れていた教皇特使ピエール・ド・カステルノーがレーモン6世の家臣により暗殺され、この事件をきっかけにアルビジョア十字軍が結成された。ラングドックはレスター伯シモン・ド・モンフォール率いるアルビジョア十字軍により荒廃した。レーモン6世は1211年に破門された上、1213年のミュレの戦いにおいて敗北し、1215年の第4ラテラン公会議において伯の財産を没収された。シモン・ド・モンフォールは1215年にトゥールーズを占領したが、1218年のトゥールーズ包囲戦で戦死し、レーモン6世は伯領を奪回した。
レーモン7世は、レーモン6世とイングランド王女ジョーンとの息子であり、1222年に伯位を継いだ。異端派の抵抗が続く中、1226年にレーモン7世の破門および伯領のフランス王への帰属が決定されると、フランス王ルイ8世は軍を率いてランクドックを制圧した。1229年のモー条約（パリ条約）において、レーモン7世は新王ルイ9世にローヌ川以西の領地を譲渡、一人娘で相続人のジャンヌとルイ9世の弟のポワチエ伯アルフォンスとの結婚を承諾した。1249年にレーモン7世は死去し、トゥールーズはジャンヌとアルフォンスが相続したが、2人の間には子供がなく、ともに1271年に死去し、広大なトゥールーズ伯領はフランス王領となった。

## トゥールーズ領主一覧

### ルエルグ伯家
- レーモン1世（852年 - 865年）
- ユニフレッド（852年 - 865）
- ベルナール2世（863年 - 866年）
- ウード（886年 - 918年）
- レーモン2世（918年 - 924年）
- レーモン（3世）・ポンス（924年 - 950年頃）
- レーモン（4世）（950年頃 - 961年頃）
- ユーグ（961年頃 - 972年頃）
- レーモン（5世）（972年頃 - 978年頃）
- ギヨーム3世（978年 - 1037年）
- ポンス（1037年 - 1061年）
- ギヨーム4世（1061年 - 1094年）
- レーモン4世（6世）・ド・サン＝ジル（1094年 - 1105年）
- ベルトラン（1105年 - 1109年）
- アルフォンス・ジュルダン（1109年 - 1112年） - まだ幼少であったため、統治権を従姉フィリッパに譲渡
- フィリッパ（1112年 - 1117年） - アキテーヌ公ギヨーム9世と結婚、共治
- アルフォンス・ジュルダン（1117年 - 1148年） - 再び伯位を継承
- レーモン5世（7世）（1148年 - 1194年）
- レーモン6世（8世）（1194年 - 1222年）
- レーモン7世（9世）（1222年 - 1249年）
- ジャンヌ（1249年 - 1271年） - ポワチエ伯アルフォンスと結婚、共治

### カペー家
- フィリップ3世（1271年 - 1285年） - フランス王

以下、フランス王領に統合

### ブルボン家
- ルイ＝アレクサンドル（1681年 - 1737年） - フランス王ルイ14世とモンテスパン侯爵夫人との三男